# Oito Províncias da Coreia

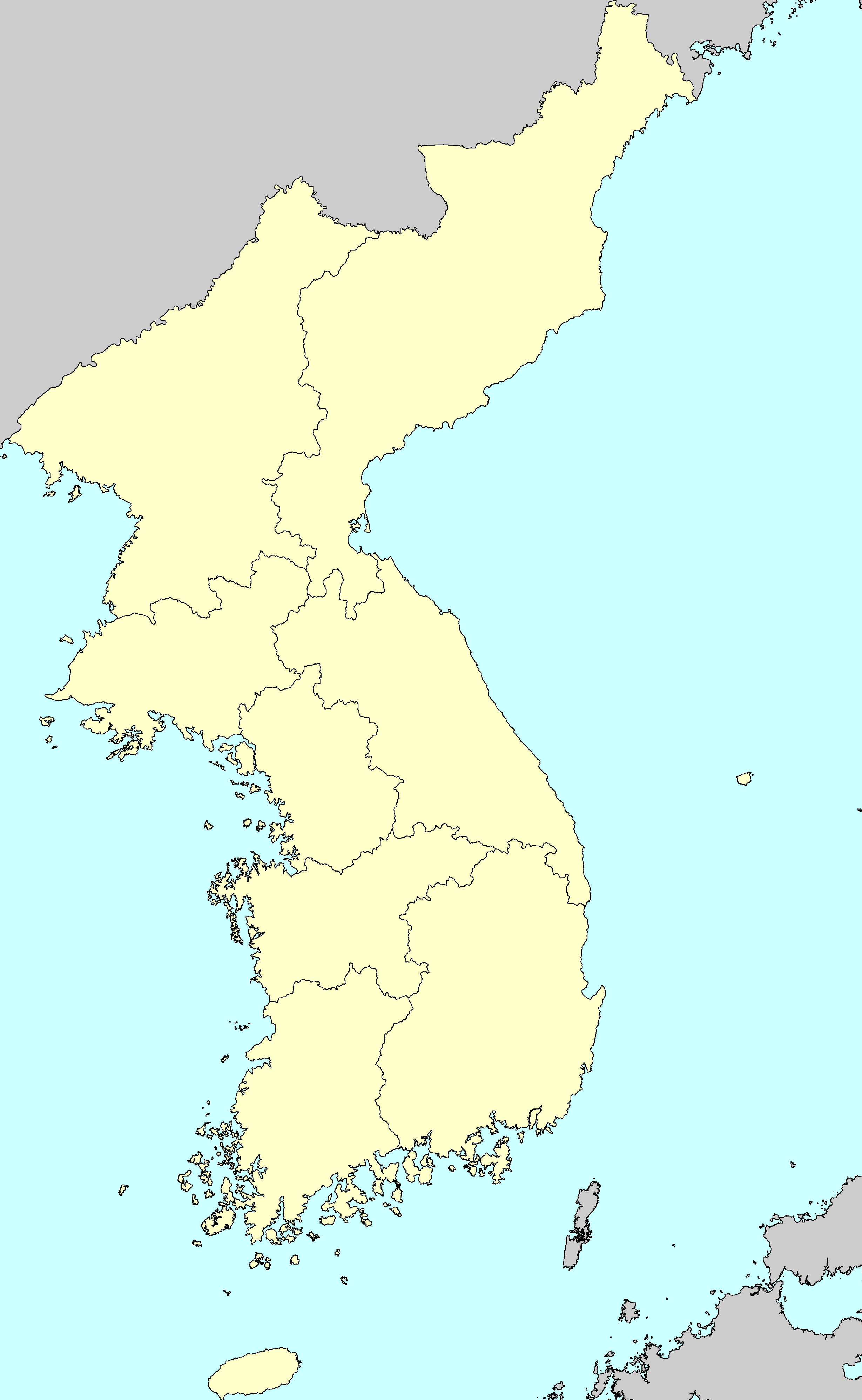
Mapa das Oito Províncias da Coreia.

Durante a maior parte da Dinastia Joseon, a Coreia foi dividida em oito províncias (do; 도; 道).  Os limites das oito províncias permaneceram inalterados por cerca de 480 anos de 1413 a 1895 e formaram um paradigma geográfico que ainda se reflete hoje nas divisões administrativas, dialetos e distinções regionais da Península Coreana. Os nomes das oito províncias ainda são preservados hoje, de uma forma ou de outra. Estas oito províncias formam Coreia do Norte e do Sul, e elas não são confundidas com as oito províncias atuais que compõem a Coréia do Sul.

## História

### Províncias antes de 1895
Em 1413 (13º ano do reinado de Rei Taejong), o limite nordestino da Coreia foi estendido para o rio Tumen.  O país foi reorganizado em oito províncias: Chungcheong, 
Gangwon, Gyeonggi, Gyeongsang, Jeolla, P'unghae (renomeada Hwanghae em 1417), P'yŏngan, e Yŏnggil (eventualmente renomeada Hamgyŏng em 1509).

### Distritos de 1895-96
Por quase 500 anos, o sistema das oito províncias manteve-se praticamente inalterado. Em 1895 (o 32º ano do reinado do Rei Gojong, o sistema provincial de cinco séculos foi abolido. Em 26 de maio desse ano e parte da Reforma de Gabo - o país foi dividido em 23 distritos, cada um nomeado para a cidade ou condado que era sua capital.
(Cada nome do distrito na lista a seguir vincula o artigo sobre a província a partir da qual o distrito foi formado e onde são fornecidas informações mais detalhadas sobre o distrito):
- Andong
- Chuncheon
- Chungju
- Daegu
- Dongnae
- Gangneung
- Gongju
- Haeju
- Hamhŭng
- Hanseong
- Hongju
- Incheon
- Jeju
- Jeonju
- Jinju
- Kaesŏng
- Kanggye
- Kapsan
- Kyŏngsŏng
- Naju
- Namwon
- P'yŏngyang
- Ŭiju

### Províncias restauradas de 1896
O novo sistema de distritos não durou muito, no entanto, como um ano depois, em 4 de agosto de 1896 (o 33º ano do rei Gojong), as oito províncias foram restauradas, cinco delas (Chungcheong, Gyeongsang, Jeolla, Hamgyŏng, e P'yŏngan), sendo divididas em metades norte e sul, para formar um total de 13 províncias. Esta estrutura permaneceu inalterada durante toda a vida do Império Coreano (1897 e 1910) e a Período colonial japonês (1910–1945). Desde o final da Segunda Guerra Mundial e divisão da Coreia em 1945, cidades especiais e regiões administrativas e um punhado de novas províncias foram adicionadas em ambos Coreia do Sul e Norte.

## Significado cultural
Os limites entre as oito províncias na maior parte seguiam rios, cadeias de montanhas e outros limites naturais e, consequentemente, correspondiam intimamente às divisões dialéticas e culturais.  Por causa desse ajuste natural entre as fronteiras provinciais e o "mundo real", a maioria dos limites e nomes provinciais sobreviveram de uma forma ou outra até hoje, e a maioria está ciente das distinções regionais e dialéticas que ainda existem.
Por exemplo, uma famosa rivalidade regional (semelhante a, mas um pouco mais aquecida do que a, entre o norte americano e o sul) existe entre residentes de Gyeongsang e Jeolla, locais dos reinos antigos de Chair e Baekje, respectivamente, devido a diferenças históricas sociais, econômicas e políticas, algumas das quais continuaram no presente de forma mais silenciosa. A maioria das províncias tradicionais também tinha alternativos nomes regionais que ainda são usados hoje (especialmente Honam, Yeongdong e Yeongnam) pelo menos em discurso, e não no papel.

## Uso nos dias atuais
O termo Paldo ("Oito Províncias") é usado frequentemente como uma abreviatura para denotar a Coreia como um todo, ou para descrever a cultura popular tradicional das regiões da Coreia. Assim, às vezes encontramos expressões como:
- Paldo kimchi em referência a muitas variedades de kimchi únicas para regiões particulares da Coreia;
- Paldo Arirang para denotar as centenas de versões regionais da popular música folclórica Arirang; e
- Paldo sori para se referir amplamente à diversidade de música folclórica ( sori , "sons") em toda a Coreia.

Cf. as quatro Províncias da Irlanda - onde a referência às províncias antigas é usada para falar sobre toda a ilha irlandesa.

## Nomes
Com a exceção de Gyeonggi (veja a nota 2 abaixo, cada província tomou seu nome do Hanja (Caracteres coreano) de duas de suas principais cidades. A origem do nome de cada província está detalhada na tabela abaixo.

## Tabela das províncias
A tabela abaixo lista as oito províncias em ortografia romanizada, Hangul e Hanja; a origem de seus nomes; suas capitais, dialetos, e nomes regionais; e as 13 províncias que as substituiu em 1896.  (Os capitais e os nomes regionais são até meados do século XIX.  Como não eram oficiais, outros nomes regionais eram usados, mas os que estão na tabela são os mais utilizados ou representativos.)
| Província   | Hangul | Hanja  | Nome de origem      | Capital         | Nome regional                      | Dialeto                          | Províncias pós-1896                      | Divisões provinciais atuais |
| ----------- | ------ | ------ | ------------------- | --------------- | ---------------------------------- | -------------------------------- | ---------------------------------------- | --- |
| Chungcheong | 충청도 | 忠淸道 | Chungju + Cheongju  | Gongju          | Hoseo (1)                          | Chungcheong Dialeto              | - Chungcheong Norte - Chungcheong Sul    | - Chungcheong Norte (província) - Chungcheong Sul (província) - Cidade metropolitana de Daejeon - Cidade Metropolitana Autônoma de Sejong               |
| Gangwon     | 강원도 | 江原道 | Gangneung + Wonju   | Wonju           | Gwandong (Yeongseo, Yeongdong (2)) | Gangwon Dialeto                  | - Gangwon                                | - Gangwon Província (SK) - Kangwŏn Província (NK) |
| Gyeonggi    | 경기도 | 京畿道 | (3)                 | Hanseong (Seul) | Gijeon (3)                         | Seoul Dialeto                    | - Gyeonggi                               | - Gyeonggi (província) - Seul Cidade especial - Incheon Cidade metropolitana (partes) - Hwanghae Norte (província) (partes)                             |
| Gyeongsang  | 경상도 | 慶尙道 | Gyeongju + Sangju   | Daegu           | Yeongnam                           | Gyeongsang Dialeto               | - Gyeongsang Norte - Gyeongsang Sul      | - Gyeongsang Norte (província) - Gyeongsang Sul (província) - Busan Cidade metropolitana - Daegu Cidade metropolitana - Ulsan Cidade metropolitana      |
| Hamgyŏng    | 함경도 | 咸鏡道 | Hamhŭng + Kyŏngsŏng | Hamhŭng         | Kwanbuk, Kwannam (4)               | Hamgyŏng Dialeto                 | - Hamgyong Norte - Hamgyong Sul          | - Hamgyong Norte (província) - Hamgyong Sul (província) - Ryanggang (província) (partes) - Rasŏn Cidade especial                                        |
| Hwanghae    | 황해도 | 黃海道 | Hwangju + Haeju     | Haeju           | Haesŏ                              | Hwanghae Dialeto                 | - Hwanghae (5)                           | - Hwanghae Norte (província) - Hwanghae Sul (província) - Incheon Cidade metropolitana (partes)                                                         |
| Jeolla      | 전라도 | 全羅道 | Jeonju + Naju (6)   | Jeonju          | Honam                              | Jeolla Dialeto; Jeju Dialeto (7) | - North Jeolla - South Jeolla - Jeju (7) | - Jeolla Norte (província) - Jeolla Sul (província) - Jeju Província autônoma especial - Gwangju Cidade metropolitana                                   |
| P'yŏngan    | 평안도 | 平安道 | P'yŏngyang + Anju   | P'yŏngyang      | Kwansŏ                             | P'yŏngan Dialeto                 | - P'yŏngan Norte - P'yŏngan Sul          | - P'yŏngan Norte - P'yŏngan Sul - Chagang (província) - Ryanggang (província) (partes) - P'yŏngyang Cidade administrada direta - Namp'o Cidade Especial |